# Adytscha
Die Adytscha (russisch Адыча; im Oberlauf auch Borong (Боронг), im Unterlauf auch Adyatschi bzw. Adyatschtschi (Адыаччи)) ist ein 715 km langer rechter Nebenfluss der Jana in Sibirien (Russland, Asien).
Der Fluss entspringt im Tscherskigebirge in fast 2000 m Höhe, verlässt das Gebirge nordwestwärts, um dann zwischen ihm und dem Werchojansker Gebirge in einem breiten Tal in Richtung Norden zu fließen und nordöstlich von Werchojansk in die Jana zu münden. In Mündungsnähe ist die Adytscha 360 m breit und 4,4 m tief; die Strömungsgeschwindigkeit beträgt 1,1 m/s, die mittlere Wasserführung (MQ) 485 m³/s.
Das Einzugsgebiet der Adytscha umfasst 89.800 km² und liegt vollständig auf dem Territorium der Republik Sacha (Jakutien). Die wichtigsten Nebenflüsse sind Delakag (Делакаг), Tscharky (Чаркы) und Tuostach (Туостах) von rechts, sowie Derbeke (Дербеке), Nelgesse (Нельгесе) und Borulach (Борулах) von links.
Die Landschaft an der Adytscha wird von borealen Nadelwäldern (Taiga) und Berg- bzw. Waldtundra beherrscht. Der Fluss ist von Oktober bis Ende Mai eisbedeckt. Dabei gefriert der Fluss zwischen einem bis zu 4½ Monate bis zum Grund durch.